# IPad Air
iPad Air – tablet produkcji amerykańskiej firmy Apple. Po raz pierwszy, wraz z iPadem mini, został zaprezentowany 22 października 2013 roku, a do sprzedaży w 35 krajach trafił 1 listopada 2013 roku. Dostępny jest w dwóch wariantach kolorystycznych: czarnym i białym.

## Specyfikacja
iPad Air jest wyposażony w wyświetlacz Retina o rozmiarze 9,7", proporcjach 4:3 i rozdzielczości 2048x1536 pikseli, wprowadzony już w iPadzie trzeciej generacji. Wykorzystuje 64-bitowy procesor Apple A7, 5-megapikselowy aparat (iSight) zdolny do nagrywania wideo 1080p i 1,2-megapikselową kamerę zdolną do nagrywania wideo 720p. Podobnie jak u poprzedników istnieją dwa modele: z Wi-Fi lub Wi-Fi + 4G LTE. Tablet wyposażony jest również m.in. w trzyosiowy przyspieszeniomierz i dwa mikrofony. Główną zmianą wizualną i użytkową w porównaniu do poprzednich generacji jest zmniejszenie szerokości bocznych ramek okalających ekran, wagi oraz grubości urządzenia.

## Oprogramowanie
iPad Air początkowo dystrybuowany był z systemem operacyjnym iOS w wersji 7.0.3, jednak 17 września 2014 otrzymał aktualizacje systemu do wersji 8 i następnie do iOS 9, iOS 10, iOS 11 i iOS 12. Dystrybuowany jest z preinstalowanymi aplikacjami, takimi jak: przeglądarka internetowa Safari, program do obsługi poczty elektronicznej, robienia notatek, oglądania zdjęć i filmów, przeglądania kalendarza, tworzenia przypomnień, kontaktów. Dodatkowo wraz z jego zakupem istnieje możliwość pobrania za darmo aplikacji z pakietu iLife (iPhoto, iMovie, GarageBand) oraz iWork (Pages, Numbers, Keynote).